# Sân bay quốc tế Macapá
Sân bay quốc tế Macapá (IATA: MCP, ICAO: SBMQ) (tiếng Bồ Đào Nha: Aeroporto Internacional de Macapá) là một sân bay ở Macapá, một thành phố ở bang Amapá của Brasil. Sân bay này có một đường cất hạ cánh dài 2100 m bề mặt nhựa đường.

## Các hãng hàng không và các tuyến điểm
- Gol Transportes Aéreos (Belém, Brasilia, Fortaleza, Recife)
- TAM Airlines (Belém, Manaus, Sao Luis, Fortaleza, Recife)
- META Transportes Aéreos(Cayenne, Bélem, Boa Vista)